# سدریک تایکت
سدریک تایکت (آلمانی: Cedric Teuchert؛ زادهٔ ۱۴ ژانویهٔ ۱۹۹۷) بازیکن فوتبال اهل آلمان است.
از باشگاه‌هایی که در آن بازی کرده‌است می‌توان به باشگاه فوتبال نورنبرگ اشاره کرد.
وی همچنین در تیم‌های ملی فوتبال جوانان آلمان و زیر ۲۱ سال آلمان بازی کرده‌است.

## عملکرد باشگاهی
تایکت در بوندسلیگا ۲ اولین بازی خود را با نورنبرگ در سال ۲۰۱۴ به عنوان ۱۷ ساله انجام داد. در نیمه اول فصل ۲۰۱۷–۱۸ او ۶ گل به ثمر رساند و ۲ پاس گل در ۱۵ بازی لیگ انجام داد. وی در زمان حضور در این باشگاه، در مجموع ۴۵ بازی انجام داد، ۱۱ گل به ثمر رساند و ۶ بار هم پاس گل داد.
در تاریخ ۳ ژانویه ۲۰۱۸ اعلام شد که تایکت به باشگاه شالکه ۰۴ در بوندس لیگا پیوسته‌است.

## عملکرد بین‌المللی
تایکت برای جوانان بین‌المللی آلمان بازی کرده‌است. در اکتبر سال ۲۰۱۷، او اولین بازی خود را برای تیم زیر ۲۱سال انجام داد.